# Situation d'action caractéristique
Dans le domaine de l'ergonomie, une situation d'action caractéristique (SAC) est une famille de situations que les opérateurs ou utilisateurs ont à contrôler.
Elle peut être attachée à une étape d'un processus.
Cette notion supporte un ensemble d'analyses et projections : 
- Identifier et recenser les SAC probables que les opérateurs auront à gérer
- Transposition et combinaison pour composer la liste des SAC probables avec le futur produit ou le futur système de production[2].

## Exemples de familles de situations
- transport, livraison, stockage exemple : stationnement temporaire d’un transporteur de fonds devant l'entrée d'une banque
- déballage, installation, montage,
- changements d’outils
- démarrages, réglages, changements de production,
- incidents liés à variabilité des MP, des produits, des outils, des demandes clients, etc.
- arrêt d’urgence
- nettoyage,
- etc.